# Aspalathus burchelliana
Aspalathus burchelliana är en ärtväxtart som beskrevs av George Bentham. Aspalathus burchelliana ingår i släktet Aspalathus och familjen ärtväxter. Inga underarter finns listade i Catalogue of Life.